# Tung-Shing Yee
Tung-Shing Yee (chinês tradicional: 爾冬陞, chinês simplificado: 尔冬升, pinyin: Ěr Dōngshēng, também conhecido como Derek Yee; Hong Kong, 28 de dezembro de 1957) é um diretor de cinema e roteirista chinês.
Yee já atuou em mais de 40 filmes em Hong Kong, entre 1975 e 1986, durante o tempo que trabalhou para o Shaw Brothers Studio.